# Scytalopus frankeae

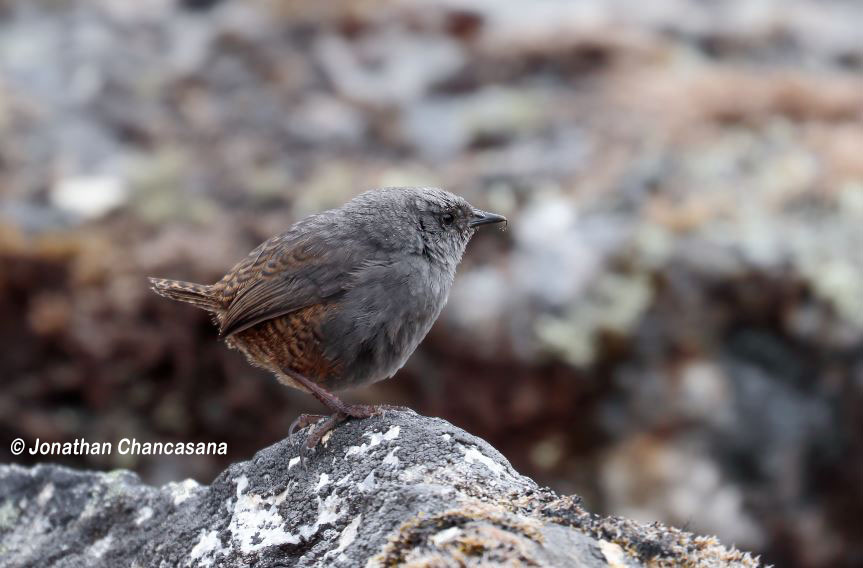

El churrín de jalca o tapaculo de jalca (Scytalopus frankeae), anteriormente denominado tapaculo de Millpo, es una especie de ave paseriforme de la familia Rhinocryptidae perteneciente al numeroso género Scytalopus. Es endémico de los Andes del centro sur de Perú y fue descrito para la ciencia en el año 2020.

## Distribución y hábitat
La nueva especie es conocida en dos poblaciones geográficamente separadas. La población norteña en tres áreas en Huánuco y Pasco: la localidad tipo arriba de Millpo (Huánuco); Pagancho (Huánuco); y Chipa, Pasco; la población sureña se encuentra en Junín en las siguientes localidades: Maraynioc, río Satipo cerca de Toldopampa, la ruta Apaya - Andamarca, Runatullo y Chilifruta. El límite norte de la distribución coincide con el río Huallaga, al norte del cual la presente especie es reemplazada por Scytalopus altirostris en altitudes similares. El límite sur coincide con el río Mantaro al sur del cual es reemplazada por Scytalopus whitneyi en altitudes similares. La especie es registrada en altitudes entre 3400 y 4200 m, en altitudes inferiores y en selvas adyacentes es reemplazada por Scytalopus acutirostris.
Ha sido registrada casi que exclusivamente asociada a laderas rocosas íngremes por arriba de la línea máxima de árboles, con arbustos o herbazales densos (entre ellos Festuca), incluyendo parches aislados de Gynoxys entre 3600 y 3800 m. Los machos frecuentemente cantan desde rocas expuestas o pendientes casi verticales. En altitudes mayores, donde no existen arbustos, habita en quebradas sombrías con herbazales tussok.

## Estado de conservación
A pesar de que la población norteña ocurre en un región relativamete pequeña y altamente perturbada, con ninguna área protegida,   la población sureña ocupa un área mayor y menos perturbada y con una extensa área protegida: el Bosque de protección Pui Pui (600 km²). Por lo tanto los autores sugieren que la especie sea considerada preocupación menor por la Unión Internacional para la Conservación de la Naturaleza (UICN).

## Sistemática

### Descripción original
La especie S. frankeae fue descrita por primera vez por los ornitólogos Kenneth V. Rosenberg, Tristan J. Davis, Gary H. Rosenberg, Peter A. Hosner, Mark B. Robbins, Thomas Holger Valqui Haase y Daniel F. Lane en 2020 bajo el mismo nombre científico; la localidad tipo es «Maria, Millpo, LSU field camp en el sendero de Pozuzo a Chaglla, 9.894°S, 75.747°W, elevación: 3675 m., Huánuco, Perú». El holotipo, LSUMZ 128615, un macho adulto, fue colectado por Gary H. Rosenberg el 26 de julio de 1985 y se encuentra depositado en el Museo de Zoología de la Louisiana State University.

### Etimología
El nombre genérico masculino «Scytalopus» deriva del griego «skutalē, skutalon»: bastón, palo, garrote, y «pous, podos»: pies; significando «con los pies como  garrotes»; y el nombre de la especie «frankeae», conmemora a la zoóloga peruana Irma Franke. El nombre común «de jalca» se refiere a la denominación peruana para el hábitat altoandino de páramo o puna con herbazales tussok.

### Taxonomía
La presente especie fue descrita para la ciencia en conjunto con Scytalopus krabbei y S. whitneyi, todas en el amplio estudio de Krabbe et al. (2020), y fue reconocida como especie válida mediante la aprobación de la Propuesta No 853 al Comité de Clasificación de Sudamérica (SACC) en abril de 2020.